# Trichophaea sublivida
Trichophaea sublivida är en svampart som först beskrevs av Sacc. & Speg., och fick sitt nu gällande namn av Jean Louis Emile Boudier 1907. Trichophaea sublivida ingår i släktet Trichophaea och familjen Pyronemataceae.   Inga underarter finns listade i Catalogue of Life.